# Neguțătorul din Veneția (film din 2004)
Neguțătorul din Veneția (titlu original: The Merchant of Venice) este un film britanico-italiano-luxemburghez romantic dramatic din 2004 scris și regizat de Michael Radford bazat pe o piesă de teatru omonimă de William Shakespeare. Rolurile principale au fost interpretate de actorii Al Pacino, Jeremy Irons, Joseph Fiennes și Lynn Collins.
Este primul film sonor cinematografic de lung metraj în limba engleză bazat pe piesa lui Shakespeare — alte versiuni sunt producții înregistrate video, care au fost realizate pentru televiziune, inclusiv versiunea lui John Sichel din 1973 sau producția BBC din 1980 a lui Jack Gold.

## Distribuție
- Al Pacino - Shylock
- Jeremy Irons - Antonio — comerciantul din Venezia
- Joseph Fiennes - Bassanio
- Lynn Collins - Portia - o moștenitoare bogată
- Zuleikha Robinson - Jessica
- Kris Marshall - Gratiano
- Charlie Cox - Lorenzo
- Heather Goldenhersh - Nerrisa - o slujitoare a lui Portio
- Mackenzie Crook - Launcelot Gobbo
- John Sessions - Salerio
- Gregor Fisher - Solanio
- Ron Cook - Old Gobbo
- Allan Corduner - Tubal
- Anton Rodgers - Doge al Veneției
- David Harewood - Prince of Morocco
- Jules Werner - Franciscan Friar